# ガウディアフタヌーン
『ガウディアフタヌーン』（原題：Gaudi Afternoon）は、2001年に製作されたスペイン・アメリカ合作映画。

## キャスト
※括弧内は日本語吹替
- カサンドラ・ライリー - ジュディ・デイヴィス（沢海陽子）
- フランキー・スティーヴンス - マーシャ・ゲイ・ハーデン（小宮和枝）
- ベン・ハリス - リリ・テイラー（高山みなみ）
- エイプリル・シャウアー - ジュリエット・ルイス（松谷彼哉）
- デライラ・スティーヴンス - コートニー・ジャインズ（園崎未恵）
- ハミルトン・キンケイド - クリストファー・ボウエン（中村秀利）
- カルメン - マリア・バランコ（藤生聖子）
- パコ - ペプ・モリナ